# Jan Sedláček (politik ND)
Jan Sedláček (* 16. dubna 1995 Rokycany) je český krajně pravicový politik a aktivista, který je od roku 2025 předsedou Národní demokracie.

## Biografie
Jan Sedláček se narodil v roce 1995 v Rokycanech. Vystudoval obor Péče o životní prostředí a Biologie ekosystémů na Přírodovědecké fakultě Jihočeské univerzity. V roce 2012 začal komentovat politiku.
Ve volném čase se věnuje hře na kytaru, houbaření či permakulturnímu zahradničení.

## Politická kariéra
Jan Sedláček se považuje za národního konzervativce, který klade důraz na tradiční hodnoty jako je svoboda projevu, tradiční rodina a svrchovanost národních států. Vzhledem ke své aprobaci akcentuje zejména ekologická témata; kriticky se vyjadřuje k unijní dohodě Green Deal.
V roce 2014 se stal členem české ultranacionalistické strany Národní demokracie (ND). V roce 2017 byl zvolen místopředsedou a v roce 2025 předsedou strany. Od roku 2020 je také předsedou spolku Národní mládež.
Je známý svými proruskými, respektive panslovanskými názory. Na protivládní demonstraci „Česko proti bídě“ svolanou Jindřichem Rajchlem dne 11. března 2023 v rozhovoru s ruským disidentem Timofejem Kožuchovem pro Debatní deník například prohlásil, že Západní svět Euromajdanem vnutil Ukrajincům jinou koncepci zřízení a snažil se je vtáhnout do války. V rozhovoru dále mj. řekl, že Ukrajina je uměle vytvořený stát, který je potřeba rozdělit referendem pod dohledem OSN, a že je zastáncem vytvoření zóny neutrálních států v Evropě.

## Dílo

### Vydané knihy
- Štramácká dobrodružství I. (2016)
- Štramácká dobrodružství II. (2017)
- Štramácká dobrodružství III. (2018)
- Vraždy v podzimní mlze (2019)
- KORONAMERON aneb jak jsme přežili koronténu s úsměvem (2020)
- Klimatická ideologie versus ochrana přírody (2022)[2]